# Carovilli
Carovilli är en ort och kommun i provinsen Isernia i regionen Molise i Italien. Kommunen hade 1 312 invånare (2018).